# Ferdinand d'Hoop
Ferdinand Théodore Adophe d'Hoop, né le 21 mars 1798 et mort le 7 septembre 1866, est un homme politique belge. Il est le fils d'Antoine François d'Hoop et le petit-fils de François-Dominique d'Hoop.

## Fonctions et mandats
- Membre du Sénat belge : 1840-1863

## Sources
- "Le Parlement belge", p. 265.
- J. Stengers, J.-L. De Paepe, M. Gruman e.a., "Index des éligibles au Sénat (1831-1893)", Brussel, 1975.
- H. Balthazar, "Structuren en mutaties bij het politiek personeel. Een studie over het sociaalwisselingsproces te Gent in de vormingsjaren van de Hedendaagse Tijd, 1780-1850," onuitgegeven proefschrift, Rijksuniversiteit Gent, 1870, III, p. 183.

- Ressource relative à plusieurs domaines :   - ODIS